# Međimurje (hạt)
Hạt Međimurje (phát âm [med͡ʑîːmuːrje]; tiếng Croatia: Međimurska županija, tiếng Kajkavia: Medžimurje; tiếng Đức: Murinsel; tiếng Hungary: Muraköz megye) là một hạt có hình tam giác ở phía bắc Croatia. Mặc dù là hạt có kích cỡ nhỏ nhất ở Croatia, nó là hạt có mật độ dân số đông nhất (không bao gồm thành phố Zagreb). Trụ sở của hạt là Čakovec, cũng là thành phố lớn nhất trong hạt.
Hạt này tiếp giáp với hạt Mura của Slovenia ở phía tây bắc và các hạt Somogy, Baranya của Hungary ở phía đông, với khoảng 30 cây số lãnh thổ Slovenia chia cách nó với Áo. Thủ đô Zagreb của Croatia cách thành phố Čakovec khoảng 90 km về phía tây nam.

## Hình ảnh

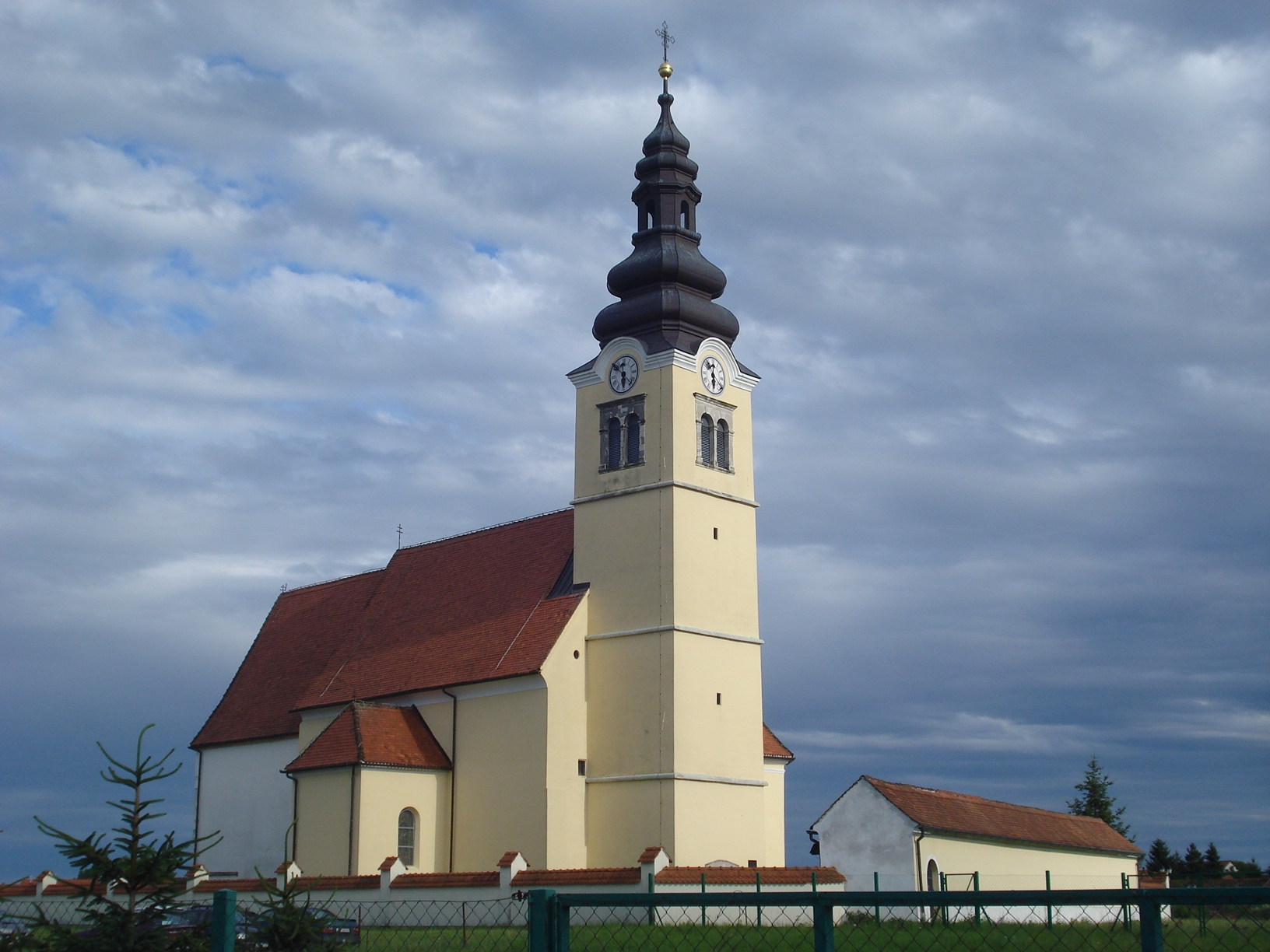
Nedelišće
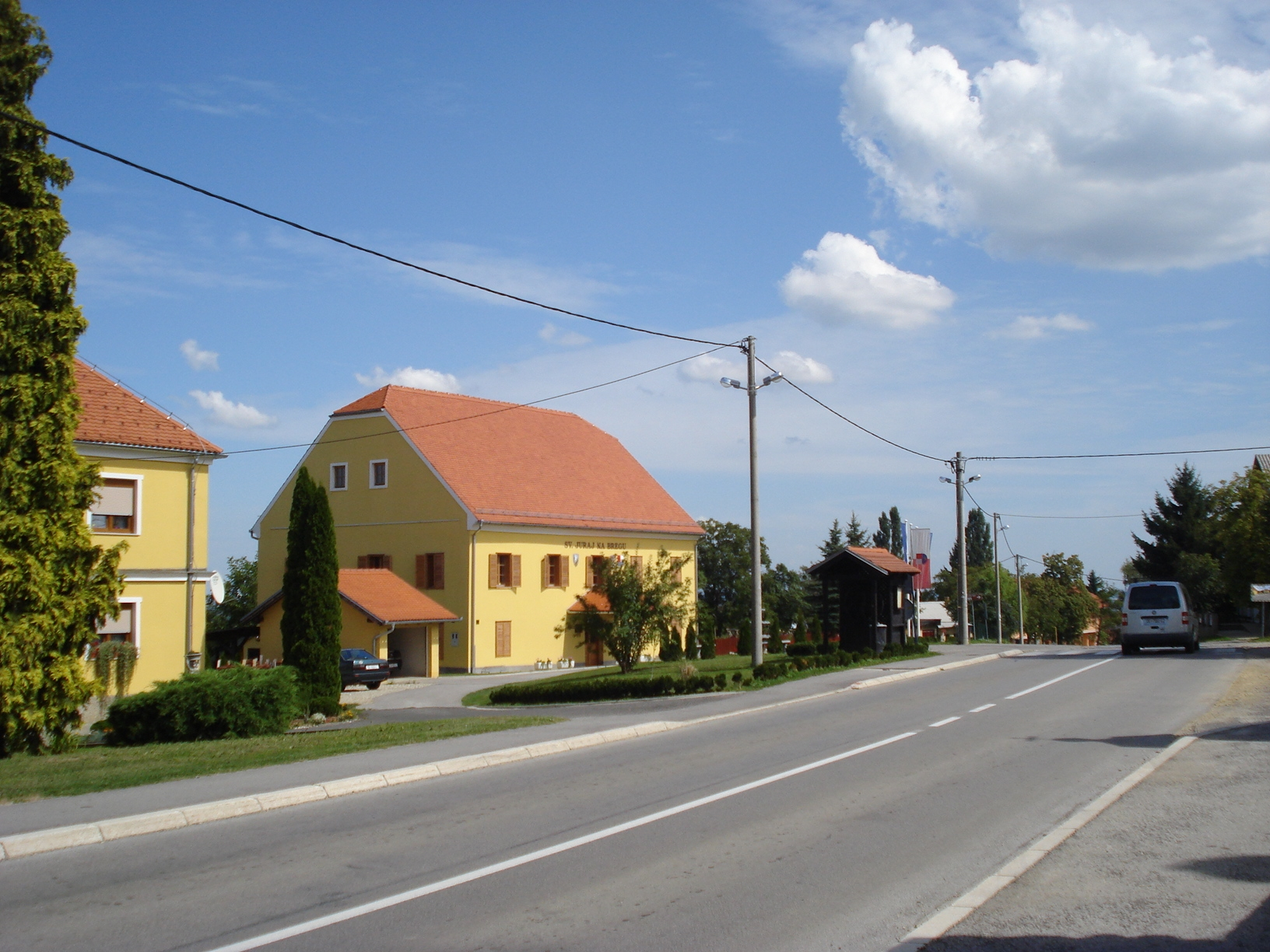
Sveti Juraj na Bregu
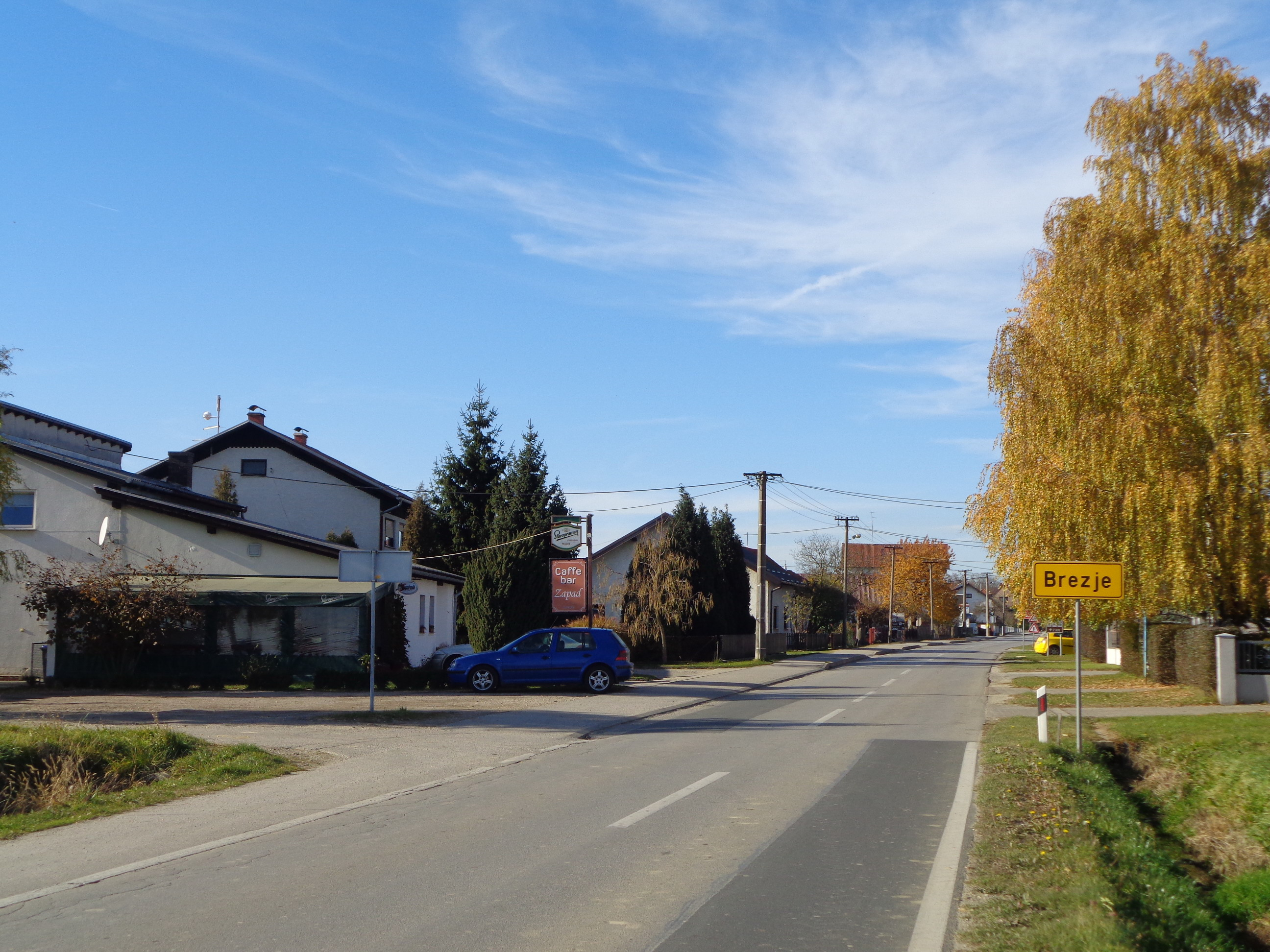
Brezje
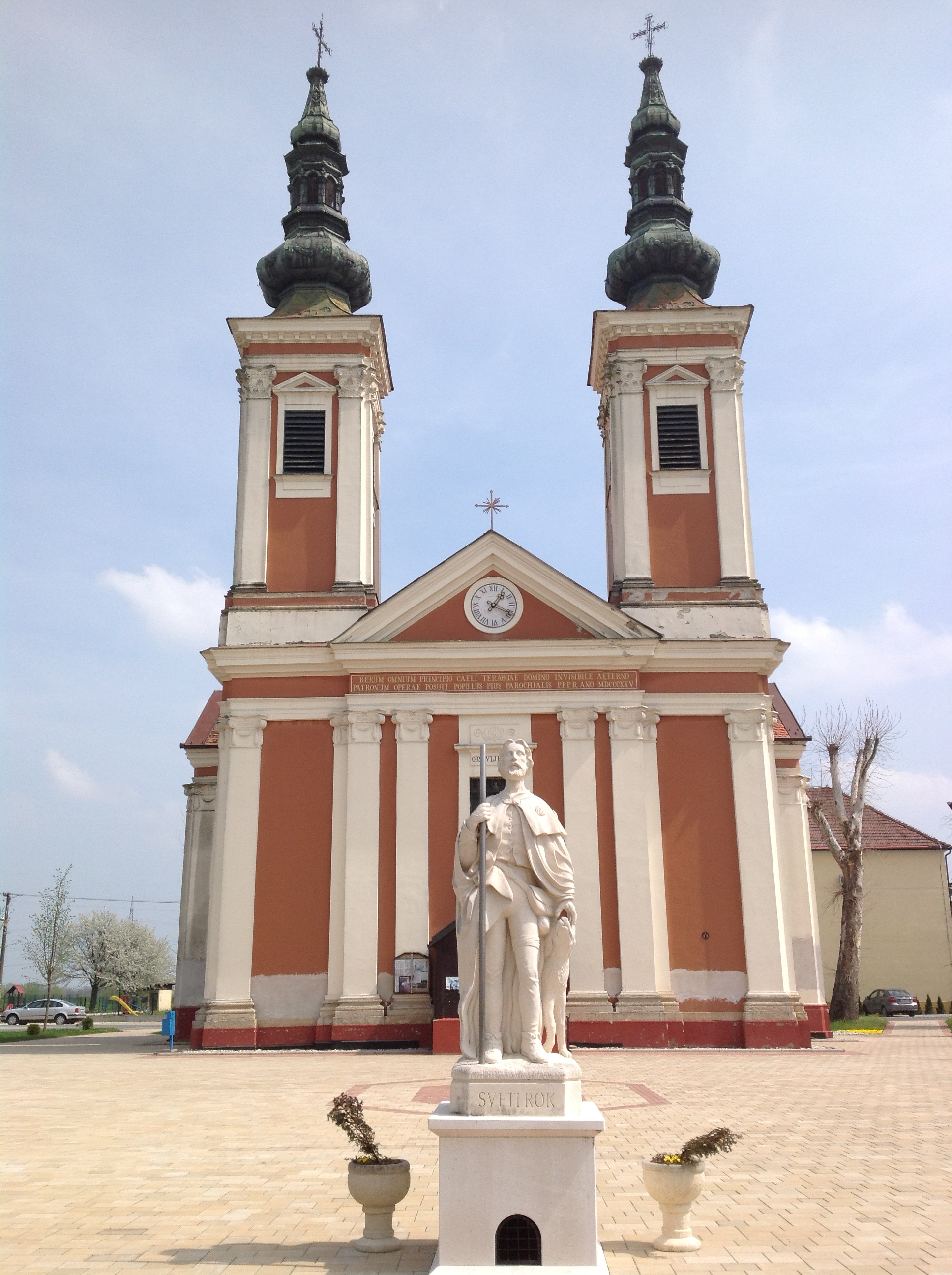
Draškovec
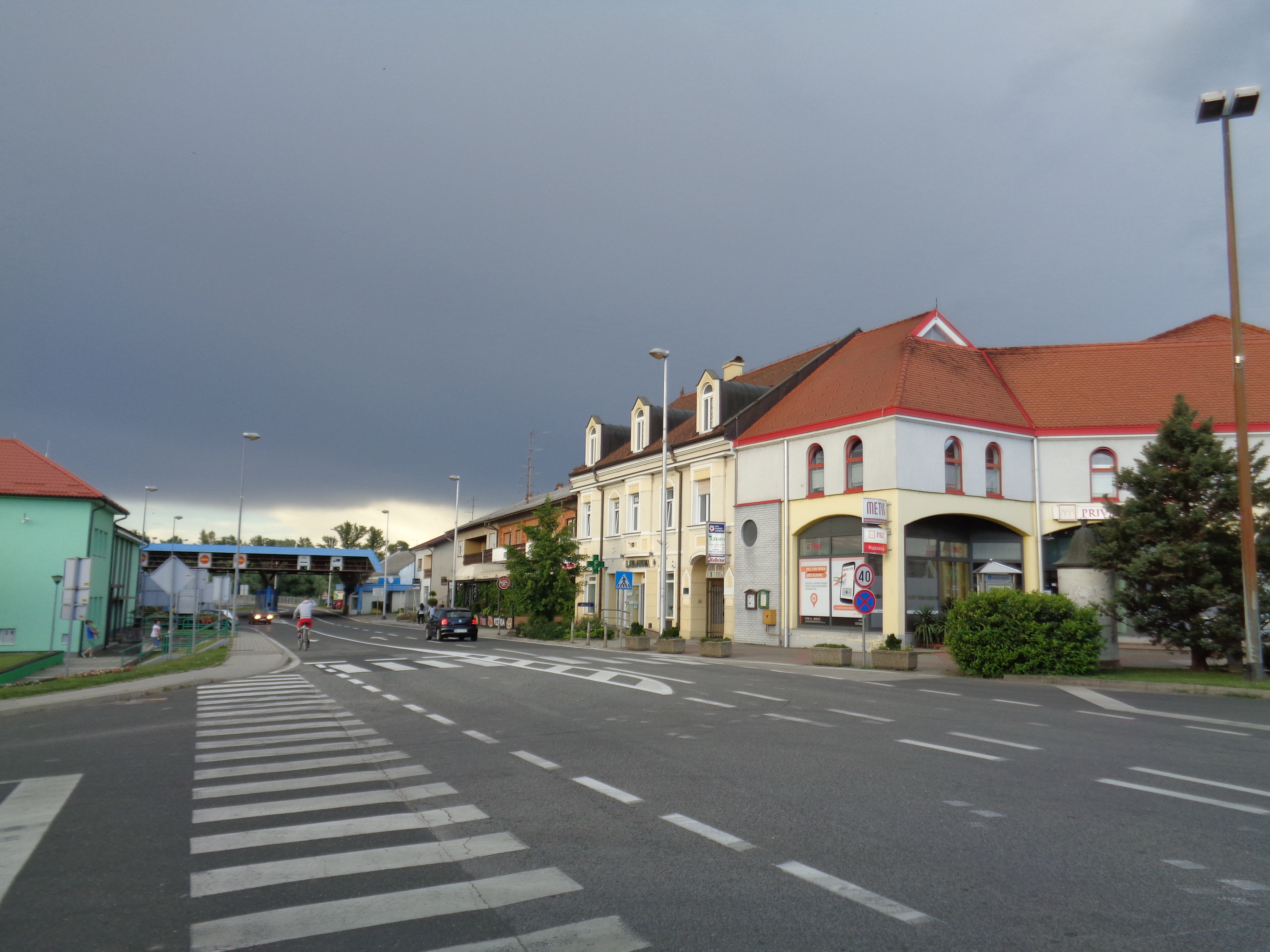
Mursko Središće
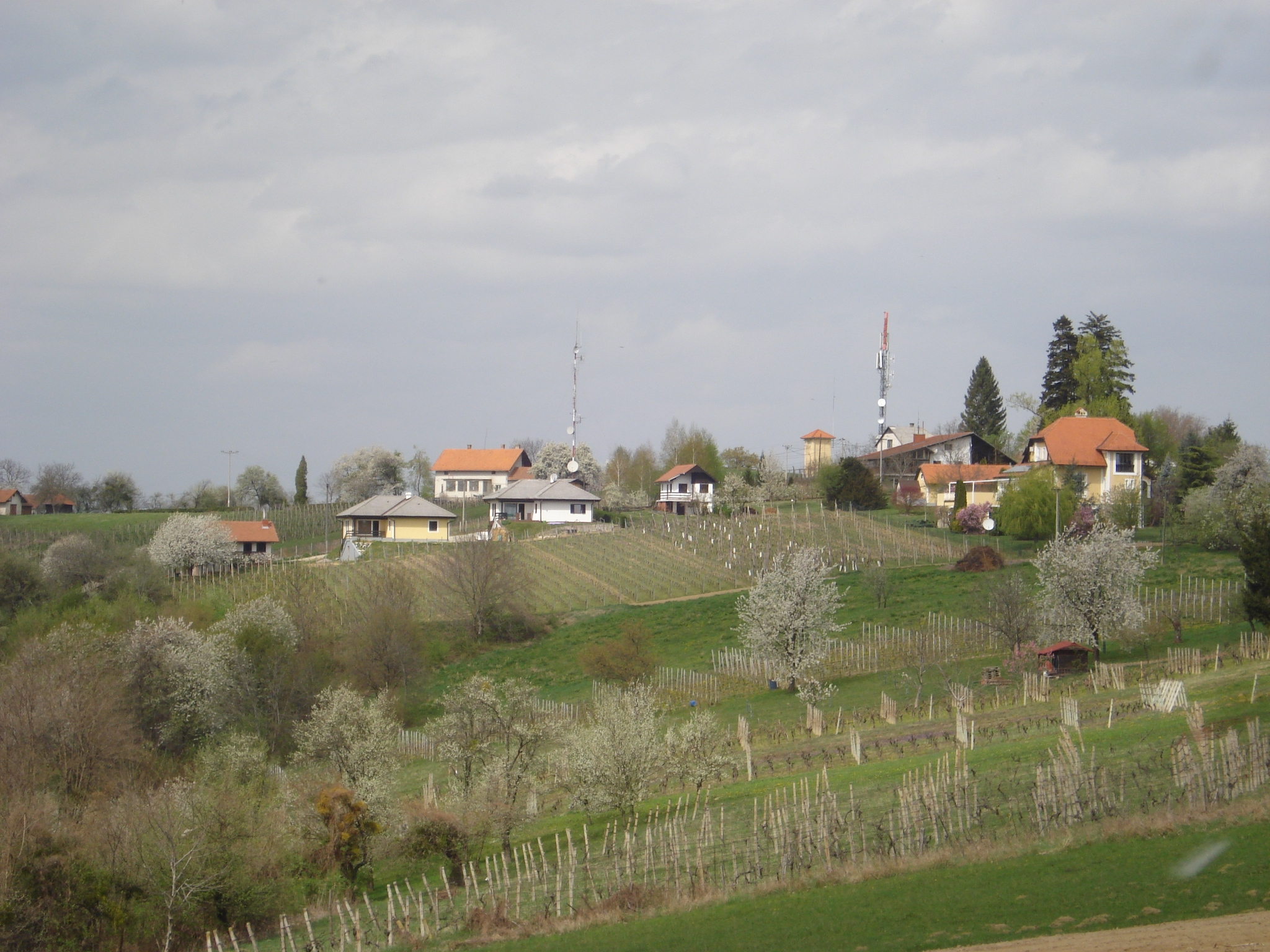
Vučetinec
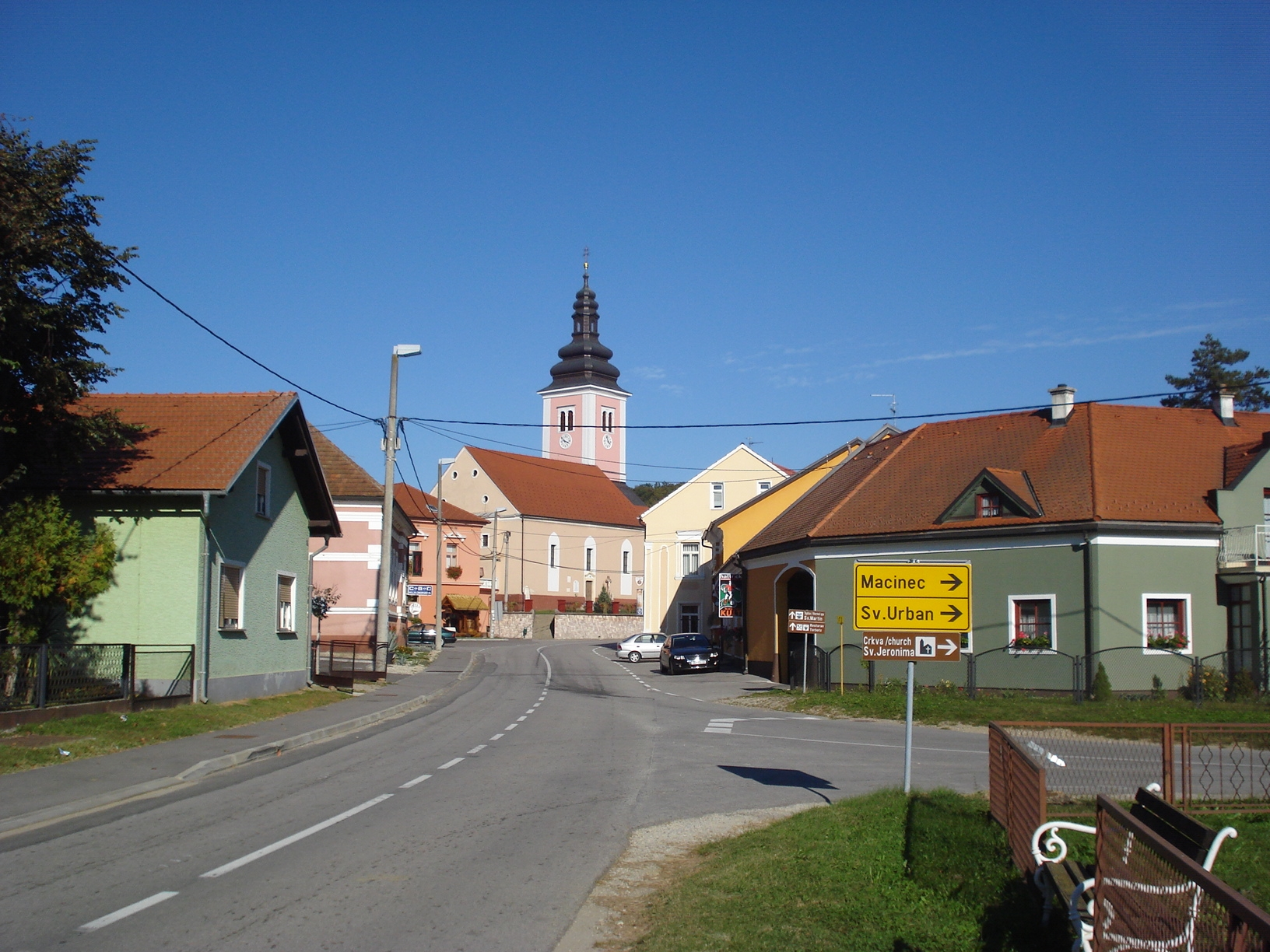
Štrigova

## Người nổi tiếng địa phương
- Lidija Bajuk - nhạc sĩ
- Lujo Bezeredi - nhà điêu khắc

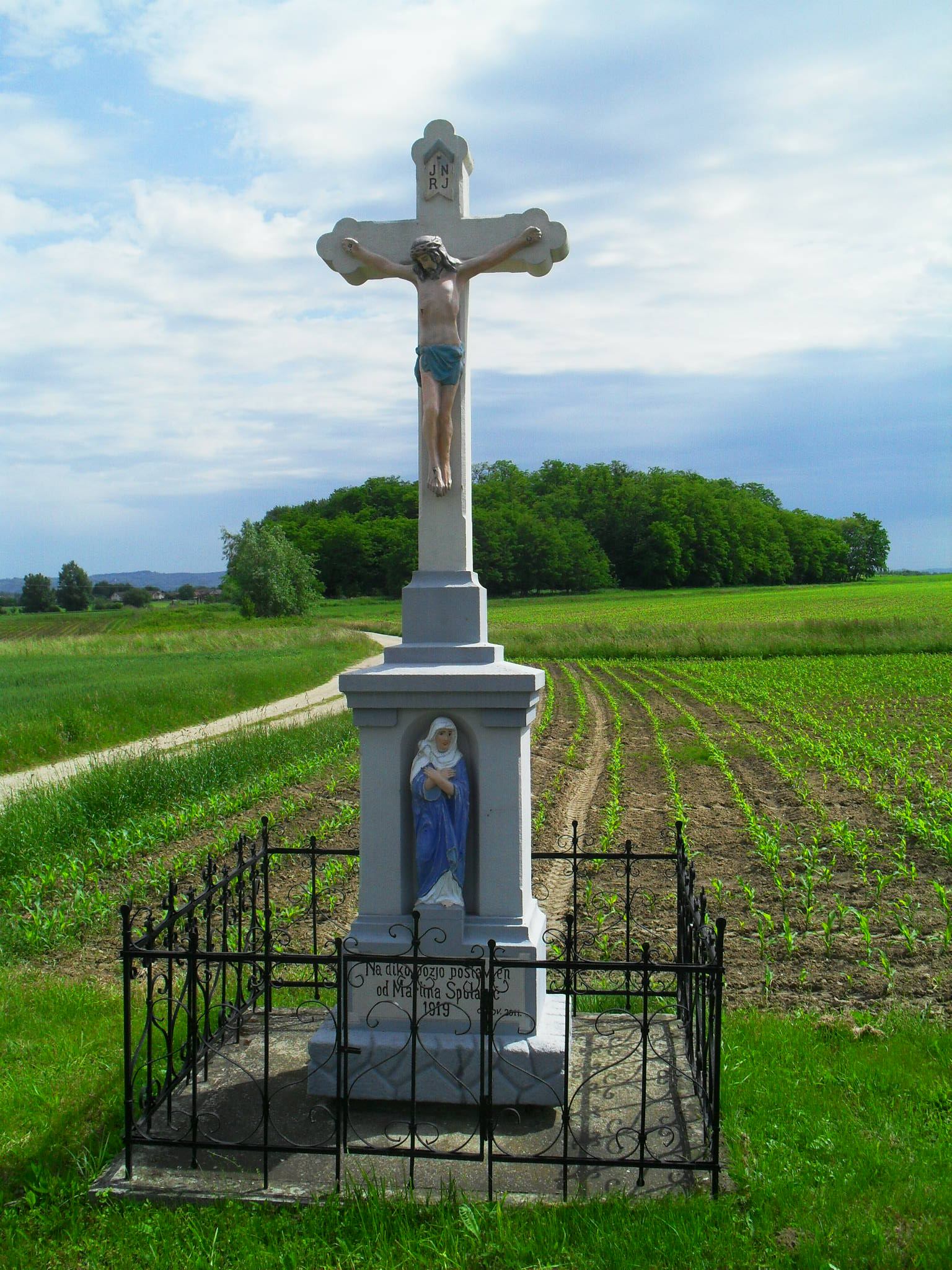
Miếu thờ gần Selnica có khắc chữ Kajkavia

- Joža Horvat - nhà thám hiểm, nhà văn
- Robert Jarni - cầu thủ và người quản lý bóng đá
- Ladislav Kralj-Međimurec - họa sĩ
- Dražen Ladić - cầu thủ (thủ môn) và quản lý
- Franjo Punčec - vận động viên tennis
- Ivan Ranger - họa sĩ
- Rudolf Steiner - nhà triết học
- Ignacije Szentmartony - nhà thám hiểm
- Josip Štolcer-Slavenski - nhạc sĩ
- Nikola Zrinski - lính, nhà thơ, nhà triết học
- Petar Zrinski - lính
- Vinko Žganec - nhà nghiên cứu văn học dân gian, nhà nghiên cứu âm nhạc dân tộc